# Vello androgénico

Distribución del vello androgénico en el cuerpo femenino y en el masculino.

El vello androgénico es causado por el aumento en los niveles de andrógenos (hormonas sexuales masculinas) durante la pubertad y adolescencia. Los folículos de vello responden a los andrógenos, principalmente a la testosterona y sus derivados. El ritmo de crecimiento del mismo se acelera y estos se hacen más largos y gruesos progresivamente. Diferentes áreas del cuerpo tienen distintas sensibilidades a los andrógenos. Como consecuencia del aumento en el nivel de testosterona, la secuencia de aparición de vello androgénico refleja la sensibilidad de diversas partes del cuerpo. El área púbica es la más sensible y, por lo tanto, allí es donde primero crece.
Las áreas del cuerpo humano en las que, debido al gran desarrollo del vello androgénico, este se convierte en pelo terminal en ambos sexos son el pubis y las axilas. Existe un marcado dimorfismo sexual en cuanto a la distribución del vello: en los varones existen más áreas donde aquel se transforma en pelo terminal (áreas donde crece la barba, pecho y abdomen), mientras que en las mujeres tienen menos vello, el cual es además menos visible. La disposición genética determina el sexo de las personas y el aumento individual de los andrógenos, y por lo tanto también el desarrollo de vello androgénico.

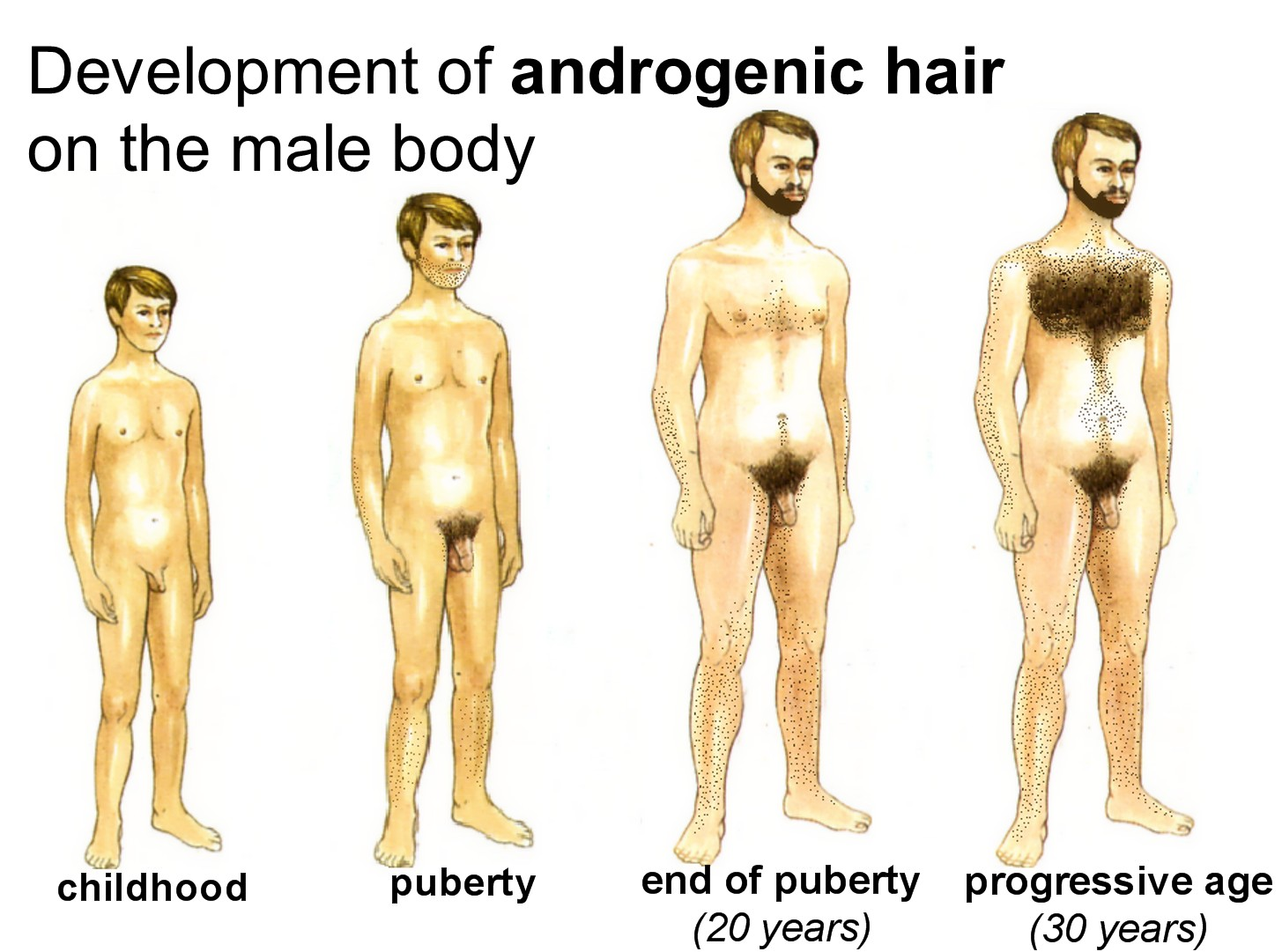
Distribución por edades del vello androgénico